# Luis Duggan
Luis Duggan (6 de marzo de 1906-12 de junio de 1987) fue un jugador argentino de Polo, el cuarto en alcanzar los 10 de hándicap. Integró la Selección nacional argentina que ganó la medalla de oro en los Juegos Olímpicos de Berlín 1936.